# Kanton Oloron-Sainte-Marie-Est
Kanton Oloron-Sainte-Marie-Est (francouzsky Canton d'Oloron-Sainte-Marie-Est) je francouzský kanton v departementu Pyrénées-Atlantiques v regionu Akvitánie. Tvoří ho 17 obcí.

## Obce kantonu
- Bidos
- Buziet
- Cardesse
- Escou
- Escout
- Estos
- Eysus
- Goès
- Herrère
- Ledeuix
- Lurbe-Saint-Christau
- Ogeu-les-Bains
- Oloron-Sainte-Marie (východní část)
- Poey-d'Oloron
- Précilhon
- Saucède
- Verdets